# (6421) 1993 XS1
(6421) 1993 XS1 (1993 XS1, 1931 UO, 1977 RG8, 1989 VZ1) — астероїд головного поясу, відкритий 6 грудня 1993 року.
Тіссеранів параметр щодо Юпітера — 3,470.